# جون غوثري
جون غوثري (بالإنجليزية: Jon Guthrie)‏ هو لاعب كرة قدم بريطاني، ولد في 29 يوليو 1992 في Devizes ‏ في المملكة المتحدة. لعب مع نادي كرو ألكساندرا.

## وصلات خارجية
- جون غوثري على موقع قاعدة بيانات كرة القدم.إي يو (الإنجليزية)
- جون غوثري على موقع Soccerbase.com (لاعب) (الإنجليزية)
- جون غوثري على موقع Soccerway.com (الإنجليزية)
- جون غوثري على موقع عالم كرة القدم.نت (الإنجليزية)